# Lucas Salatta
Lucas Vinicius Yokoo Salatta (São Paulo, 27 de abril de 1987) é um nadador brasileiro. 
Lucas Salatta é especializado em 200 metros medley e 400 metros medley porém, posteriormente, também se especializou em outras provas de 200 metros, como os 200 metros livre e os 200 metros costas.

## Trajetória esportiva
Lucas Salatta começou a nadar aos três anos e, paralelamente, praticava judô e futebol. Aos 10 anos passou a treinar regularmente e, aos 13, começou a competir pelo Esporte Clube Pinheiros, abandonando os outros esportes.
Nadou sua primeira competição absoluta aos 15 anos, terminando em quinto lugar no geral.
No Campeonato Mundial de Natação em Piscina Curta de 2004, em Indianápolis, foi medalha de bronze no revezamento 4x200 metros nado livre, batendo o recorde sul-americano da prova com 7m06s64. Também obteve o nono lugar nos 200 metros medley, foi à final dos 400 metros medley, terminando em sexto lugar,  e também foi à final dos 200 metros costas, terminando em oitavo lugar.
Participou dos Jogos Olímpicos de 2004 em Atenas, onde ficou em 19º lugar nos 400 metros medley. Depois das Olimpíadas, foi treinar nos Estados Unidos por dois anos e meio, voltando para o Brasil em 2007.
Esteve no Campeonato Mundial de Natação em Piscina Curta de 2006 em Xangai, onde ficou em quinto lugar nos 4x200 metros livre, batendo o recorde sul-americano com a marca de 7m06s09, junto com César Cielo, Thiago Pereira e Rodrigo Castro. Também ficou em 12º lugar nos 200 metros medley; foi à final dos 400 metros medley, terminando em oitavo lugar; e ficou em 13º nos 200 metros costas.
Nos Jogos Pan-Americanos de 2007, no Rio de Janeiro, foi medalhista de ouro no revezamento 4x200 metros nado livre, medalha de prata no revezamento 4x100 metros medley (por ter participado da eliminatória), medalha de bronze nos 200 metros costas, e décimo lugar nos 200 metros borboleta.
Participou do Campeonato Mundial de Natação em Piscina Curta de 2008, e bateu o recorde sul-americano dos 200 metros costas em piscina curta, nas eliminatórias da prova, com a marca de 1m52s85. Com isso, se classificou à final, terminando em oitavo lugar.
Nos Jogos Olímpicos de 2008, em Pequim, ficou em 16º lugar nos 4x200 metros livre, e em 23º lugar nos 200 metros costas.
No Campeonato Mundial de Esportes Aquáticos de 2009, em Roma, junto com Thiago Pereira, Rodrigo Castro e Nicolas Oliveira, obteve o décimo lugar nos 4x200 metros livre, batendo o recorde sul-americano da prova com 7m09s71. Também foi à semifinal dos 200 metros borboleta, terminando em 16º lugar.
Nos Jogos Mundiais Militares de 2011, realizados no Rio de Janeiro, Salatta obteve a medalha de prata nos 200 metros medley, e o bronze nos 400 metros medley.
No Campeonato Mundial de Natação em Piscina Curta de 2014 realizado em Doha, no Qatar, Salatta terminou em décimo nos 200 metros borboleta, e 21º nos 100 metros costas.

### Recordes
Salatta é o atual detentor, ou ex-detentor, dos seguintes recordes:
Piscina olímpica (50 metros)
- Recordista sul-americano do revezamento 4x200 metros livre: 7m09s71, obtidos em 31 de julho de 2009, com Thiago Pereira, Rodrigo Castro e Nicolas Oliveira[19]

Piscina semi-olímpica (25 metros)
- Recordista brasileiro (ex-sul-americano) dos 200 metros costas: 1m52s85, obtidos em 13 de abril de 2008[15]
- Recordista sul-americano do revezamento 4x200 metros livre: 7m06s09, obtidos em 6 de abril de 2006, com César Cielo, Thiago Pereira e Rodrigo Castro[4]